# Алькала-дель-Вальє
Алькала-дель-Вальє (ісп. Alcalá del Valle) — муніципалітет в Іспанії, у складі автономної спільноти Андалусія, у провінції Кадіс. Населення — 5319 осіб (2010).
Муніципалітет розташований на відстані близько 410 км на південь від Мадрида, 110 км на схід від Кадіса.

## Демографія
Динаміка населення (INE ):

## Галерея зображень

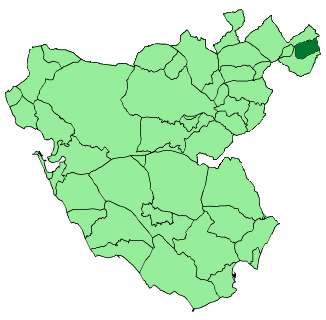
Розташування муніципалітету у провінції Кадіс
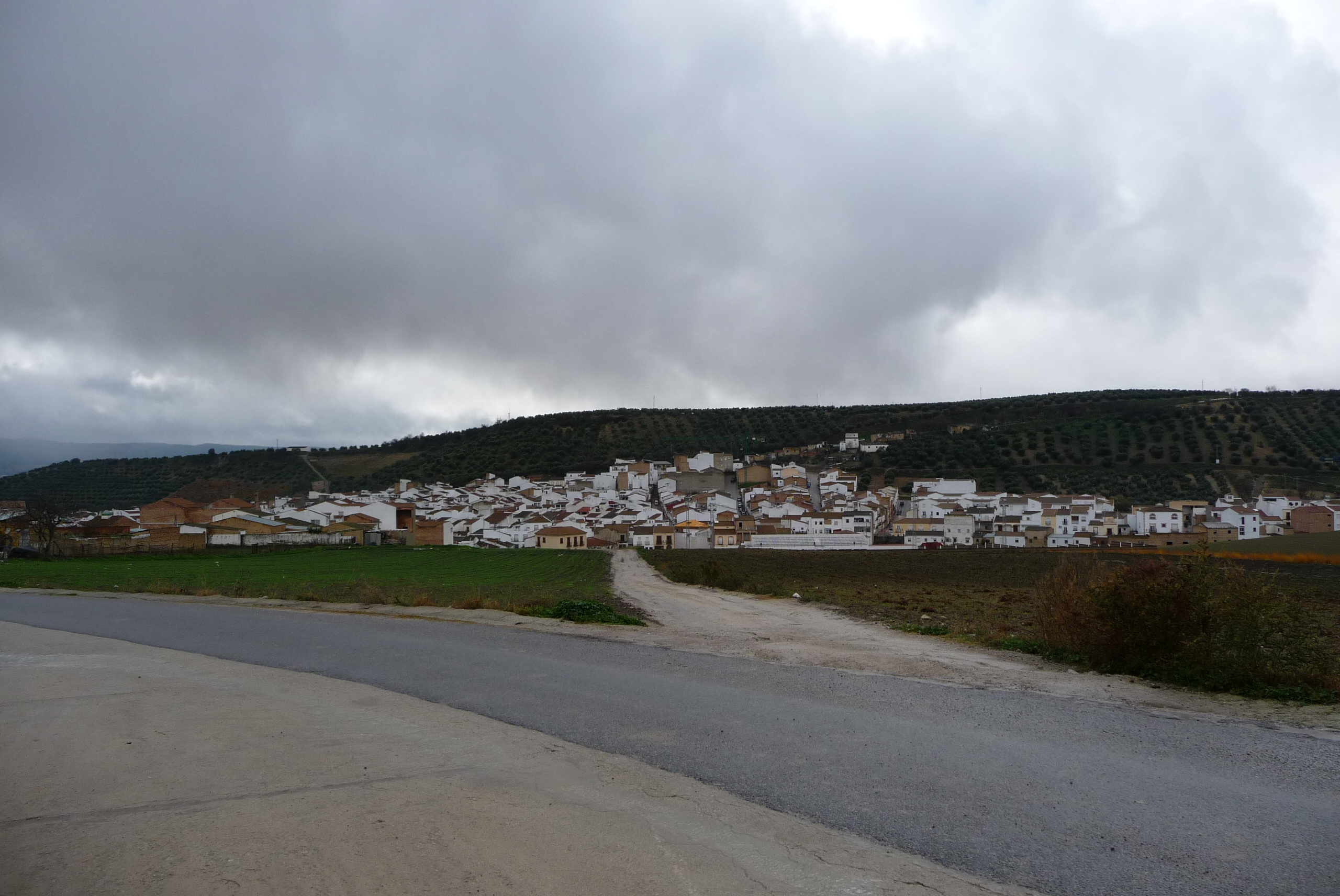
Алькала-дель-Вальє
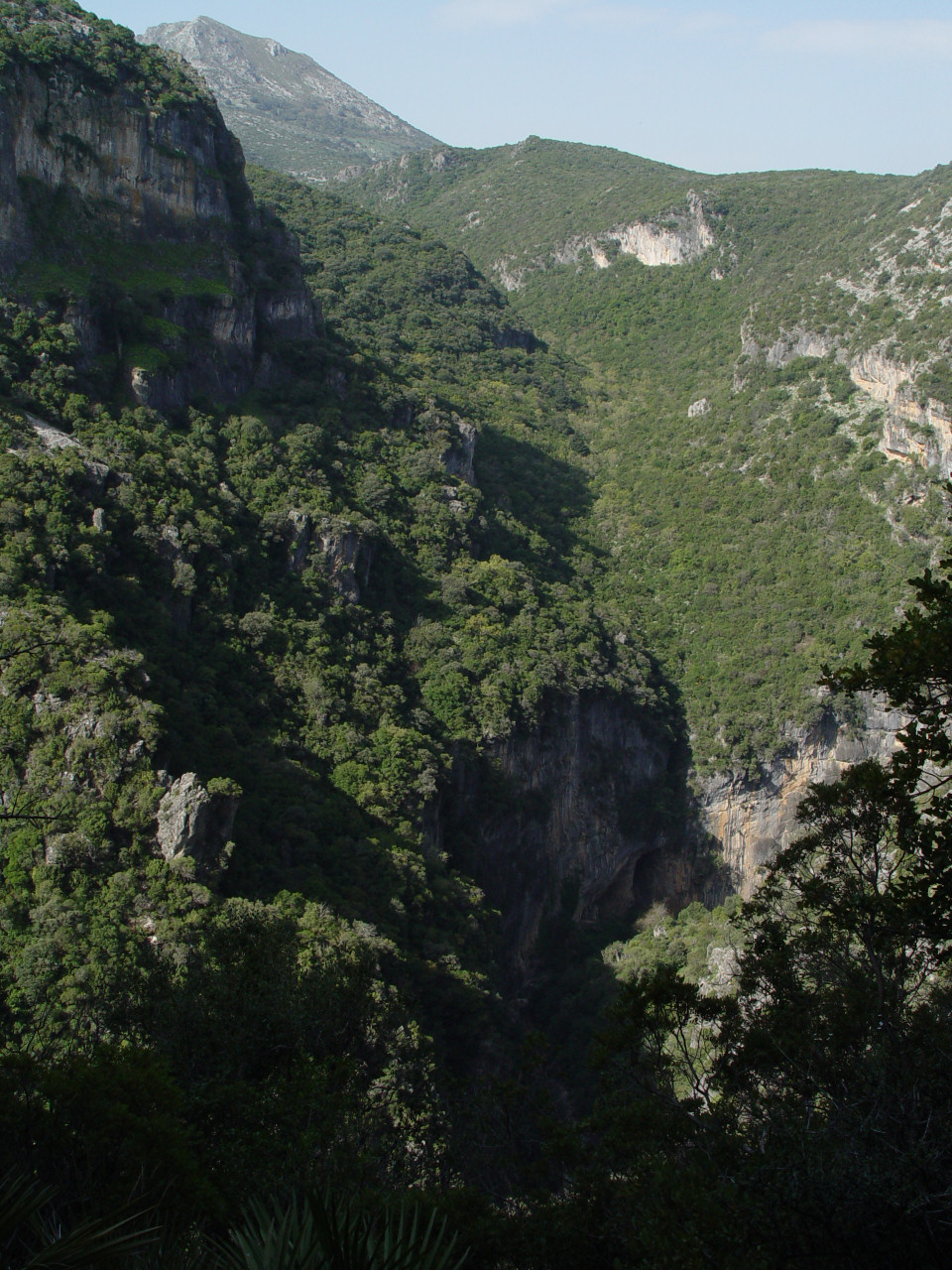
Сьєрра-де-Кадіс